# Märjandi
Märjandi – wieś w Estonii, w prowincji Järva, w gminie Ambla.